# Royal Botanic Garden Edinburgh

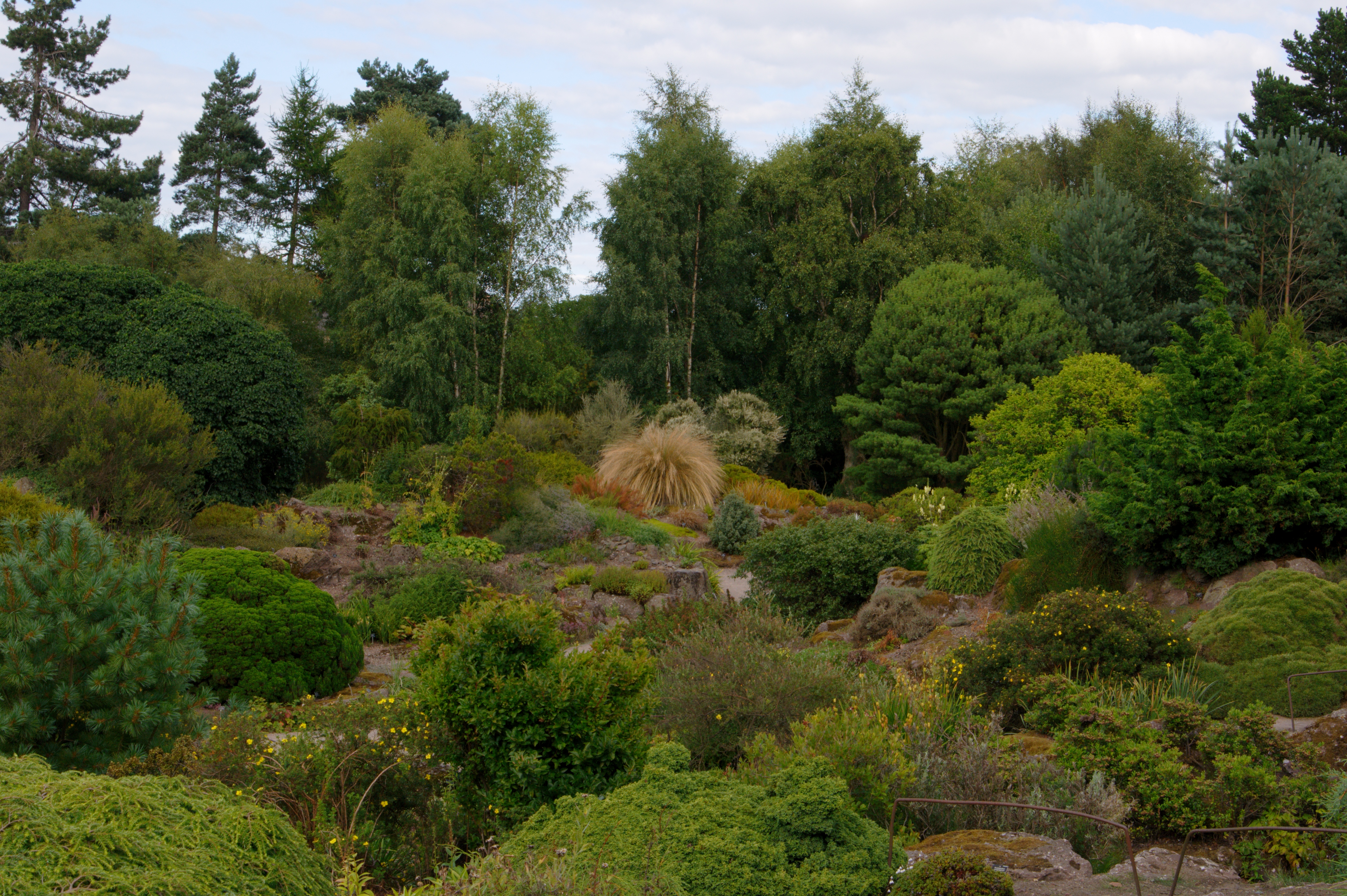
Steingarten und Waldgarten

Der Königliche Botanische Garten Edinburgh, engl. Royal Botanic Garden Edinburgh, ist ein 1670 gegründeter Botanischer Garten in Schottlands Hauptstadt Edinburgh. Er ist sowohl eine wissenschaftliche Einrichtung als auch eine touristische Attraktion. Heute verteilt er sich auf vier Standorte in Inverleith, Dawyck Botanic Garden, Logan Botanic Garden und Benmore Botanic Garden. Jeder Standort besitzt spezialisierte Sammlungen. Der derzeitige Chairman ist Paul Nicholson, der „Regius Keeper“ ist Stephen Blackmore.

## Geschichte

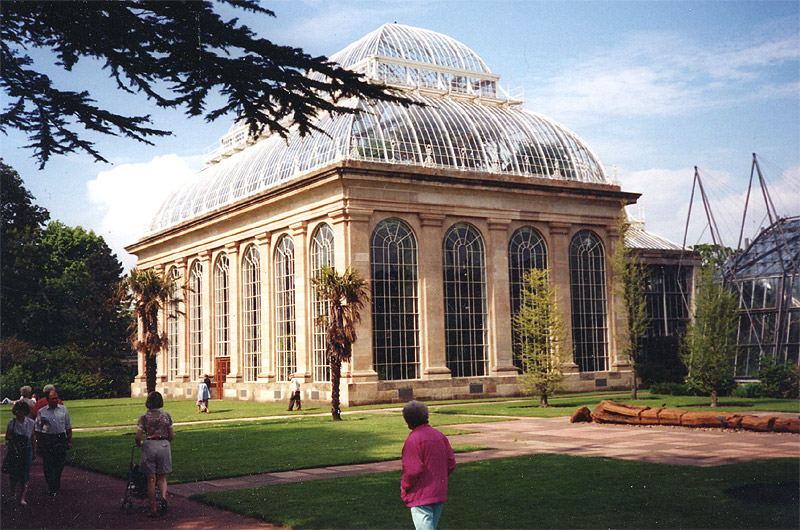
Temperate Palm House

Der Botanische Garten Edinburgh wurde 1670 zur Kultivierung pharmazeutisch nutzbarer Pflanzen gegründet. Er wurde ursprünglich bei St. Anne’s Yard in der Nähe des Holyrood Palace von Robert Sibbald und Andrew Balfour angelegt. Damit ist er (nach dem Botanischen Garten der Universität Oxford) der zweitälteste Botanische Garten des Vereinigten Königreichs. Von 1716 bis 1956 war der Leiter des Gartens, der Royal Keeper, auch immer der Regius Professor of Plant Science (Edinburgh).
Die Anpflanzungen wurden 1763 vor der zu starken Luftverschmutzung gerettet und in die Nähe der Straße nach Leith versetzt. 1820 wurde der Garten an seine heutige Position bei Inverleith umgesetzt.
1858 wurde das „Temperate Palm House“ gebaut, das bis heute das größte seiner Art in Großbritannien ist. In Argyll and Bute an der Westküste entstand 1929 der Benmore Botanic Garden, die erste Außenstelle („Regional Garden“) des Botanischen Gartens Edinburgh. 1969 folgte der Botanische Garten von Logan, 1978 der Botanische Garten von Dawyck.
2019 wurde der Royal Botanic Garden Edinburgh von rund 991.000 Personen besucht. 2024 betrug die Besucherzahl etwa 1,04 Millionen Personen.

## Heutiger Zustand

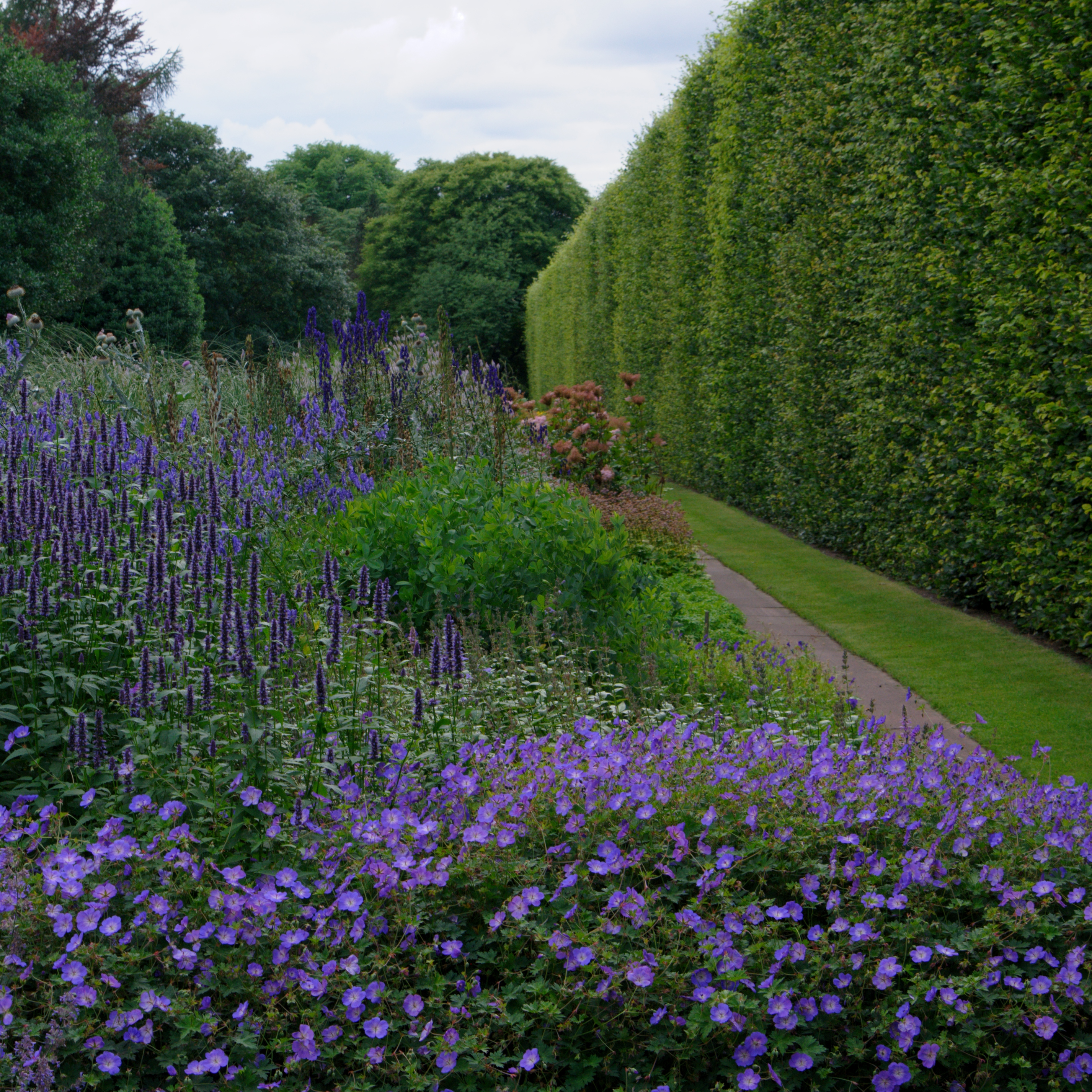
Blumenrabatte und Buchenhecke

Der Botanische Garten Edinburgh bietet unter anderem folgende Themengärten und Sehenswürdigkeiten:
- Scottish Heath Garden
- Woodland Garden
- Peat Walls
- Rock Garden
- Chinese Hillside
- Alpines
- The Glasshouses